# Lonchaea bruggeri
Lonchaea bruggeri är en tvåvingeart som beskrevs av Morge 1967. Lonchaea bruggeri ingår i släktet Lonchaea och familjen stjärtflugor. Arten är reproducerande i Sverige. Inga underarter finns listade i Catalogue of Life.